# Neopalame deludens
Neopalame deludens är en skalbaggsart som beskrevs av Monné 1985. Neopalame deludens ingår i släktet Neopalame och familjen långhorningar. Inga underarter finns listade i Catalogue of Life.